# Szimfonikus rock
A szimfonikus rock a rockzenében a progresszív rock egy alműfaja. A progresszív rock korai történetétől kezdve arra használták a megjelölést, hogy megkülönböztessék a klasszikus zenei alapokon nyugvó progresszív rockot a pszechedélia és a kísérleti zene által befolyásolt rockzenétől, bár egy időben a megnevezést a progresszív rock bármely fajtájára használták.
Az utóbbi időkben a szimfonikus rock még inkább különvált, és lassan a progresszív rock egy alműfajává vált, bár a különbségtétel a progresszív rock egyéb műfajaitól nem könnyű, mivel a progresszív zenekarok nem elhanyagolható része használ szimfonikus elemeket albumain. Így a szimfonikus rock megjelölés leginkább úgy használható, mint egy olyan stílus, melyet a progresszív zenekarok gyakran felhasználnak az albumaikon egy-egy dalnál, de a lemez többi dala nem feltétlenül szimfonikus, klasszikus stílusú.
Ez nehézzé teszi, hogy a különböző progresszív együttesekre ráakasszuk a szimfonikus jelzőt, bár van néhány együttes, amely megközelítőleg tiszta szimfonikus rockot játszik, például a Renaissance, a The Enid és a Flame Dream majd minden művében klasszikus hangszerelést és dalszerkesztést alkalmaz.
Legjobb példái a teljesen szimfonikus albumoknak azon művészek lemezei, akik alapvetően egy másfajta stílusban dolgoznak. Például Jon Lord, aki szólóprojektjeiben szimfonikus rock szviteket alkotott, de leginkább mint a Deep Purple hard rock együttes tagja volt ismert. Joe Jackson, aki főleg a new wave zenei színtéren ismert, ugyancsak szimfonikus rock albumot jelentetett meg. Alan Stivell 1979-es Celtic Symphony albuma nagyrészt a rock és szimfonikus zene fúziója, Andrew Lloyd Webber pedig, aki nagyrészt musical szerzőként ismert, egy albumán Paganini műveiből készített rock átiratokat.

A stílusjegyei:
- Klasszikus zenei témák rockzenei elrendezése.
- Klasszikus zenei struktúrák.
- Szimfonikus hangszerkíséret alkalmazása.
- Klasszikus hangszerek, például cselló és csembaló.
- Nagyobb komplexitás a könnyűzene egyéb irányzataihoz képest.
- A szintetizátor alkalmazása a szimfonikus kíséret leképzésére.